# Abdoulkader Thiam
Abdoulkader Thiam, né le 3 octobre 1998 à Maghama, est un footballeur international mauritanien. Il évolue au poste de défenseur.

## Biographie

### Préformation
En 2011, alors joueur de Saint-Jean-de-la-Ruelle, il intègre le pôle espoirs de Châteauroux, pour deux ans de préformation.

### En club
Le 30 juin 2021, il est laissé libre par l'US Orléans, puis il signe avec l'US Boulogne en National 1.

### En sélection
Abdoulkader Thiam reçoit six sélections avec l'équipe de France des moins de 16 ans lors de l'année 2014.
Le 24 mars 2018, il joue son premier match avec la Mauritanie, en amical contre la Guinée (victoire 2-0).